# Bahnhof Tonbridge

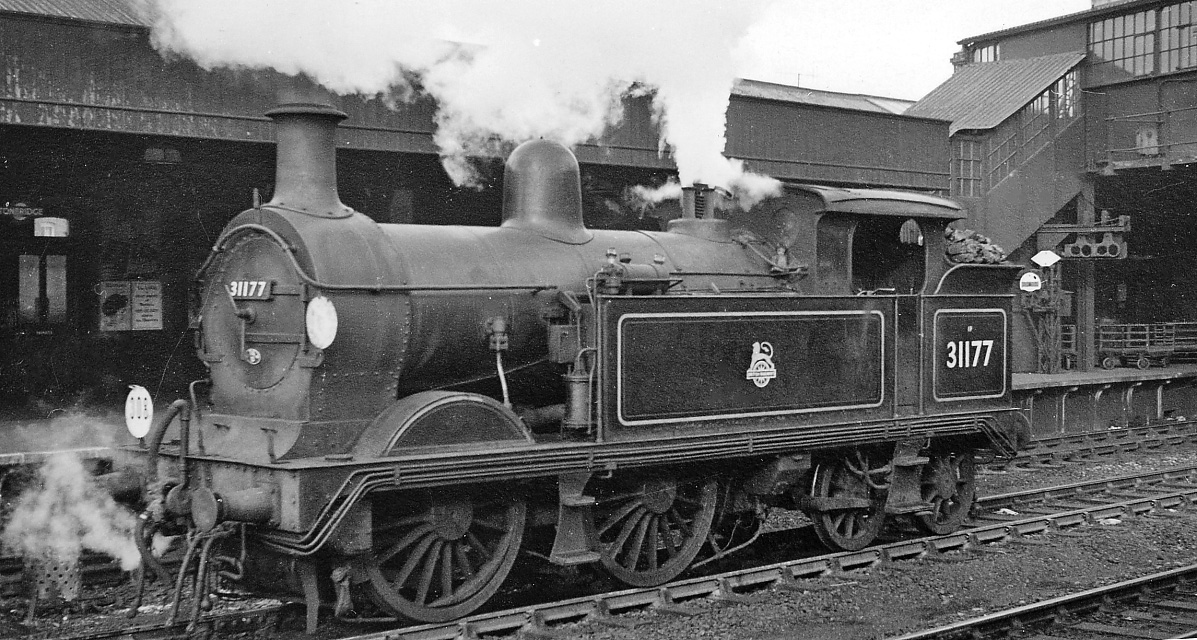
Klasse H der South Eastern and Chatham Railway 1958

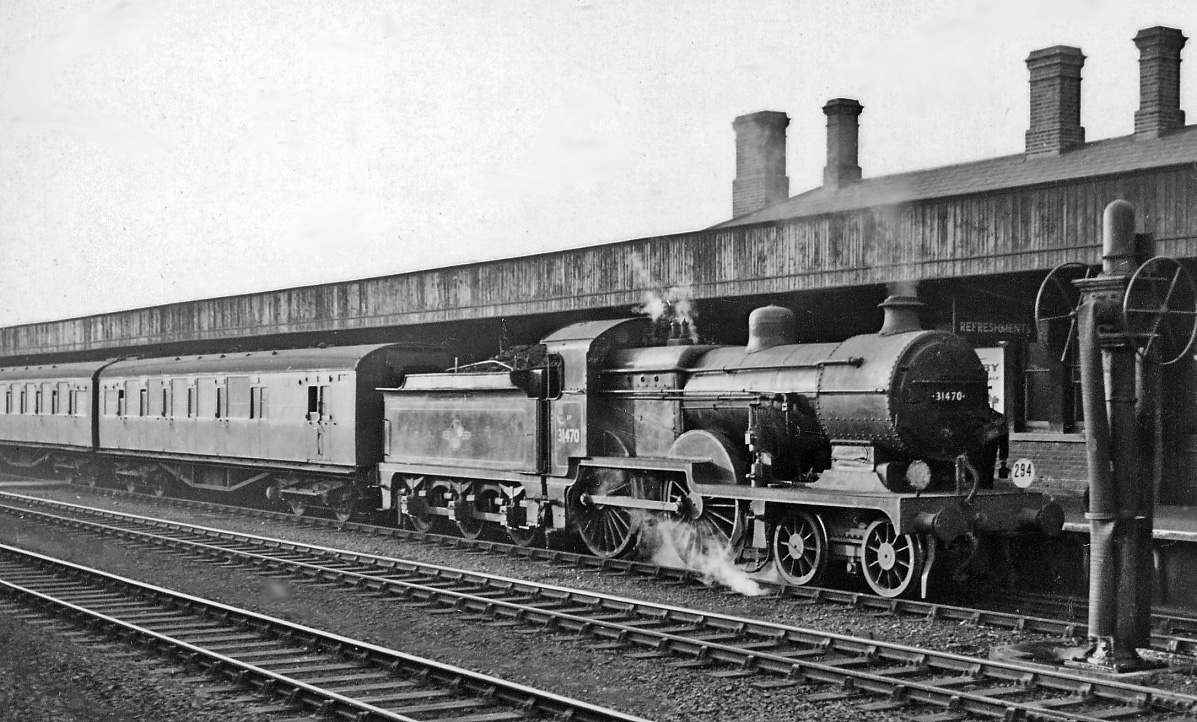
Zug aus Redhill 1958

Der Bahnhof Tonbridge (früher Tunbridge) liegt an der South Eastern Main Line von London nach Dover, in Tonbridge zweigen die Bahnstrecke Redhill–Tonbridge und die Hastings Line ab. Betrieben wird der Bahnhof, der vier Bahnsteiggleise hat, von Southeastern, die Verbindungen von Southeastern und Southern.

## Geschichte
Die South Eastern Railway (SER) erreichte mit ihrer Bahnstrecke Tonbridge (damals noch Tunbridge) im Mai 1842. Der Standort des ursprünglichen Bahnhofes war an der Ostseite der Straßenbrücke über die Bahnstrecke, gegenüber dem heutigen westlichen Standort. Beim Bahnhofsbau verschwanden die letzten Überreste des Priorats Tonbridge. Bis zum Dezember 1842 diente Tonbridge als temporärer Endpunkt der Strecke von London Bridge über Croydon und Redhill, über die Brighton Main Line und die Bahnstrecke Redhill–Tonbridge, am 1. Dezember 1842 wurde die Fortführung bis Ashford in Betrieb genommen. Am 7. Februar erreichte die South Eastern Main Line Dover. In Tonbridge wurde ein kleiner Lokschuppen gebaut; vermutlich schon zur Eröffnung der Strecke. Am 20. September 1845 wurde eine Zweiglinie nach Tunbridge Wells in Betrieb genommen, und der Bahnhof wurde zu Tunbridge Junction umbenannt. In den nächsten Jahren wurde die Zweigstrecke bis Hastings verlängert. Die Zufahrt zur Strecke nach Hastings war nur indirekt durch Umdrehen möglich. 1857 wurde eine steile, direkte Strecke eröffnet.
Aufgrund der Gleisteilung mit der London, Brighton and South Coast Railway und des Konkurrenten London, Chatham and Dover Railway beschloss die SER, eine neue Strecke von London Bridge über Chislehurst und Orpington zu bauen. In Tonbridge sollte die neue Strecke wieder auf die alte treffen. Deswegen wurde 1864 der Bahnhof an seiner jetzigen Position mit vier Bahnsteigen verlegt. Der ursprüngliche Bahnhof wurde 1865 nach der Schließung abgerissen, aber die Eingangstore sind immer noch vor Ort. Das eine steht an der Vale Road, das andere in der Priory Road als Eingang zu einem Parkplatz.
Die Abkürzung wurde 1868 eröffnet. Bald darauf wurde ein großer Lokschuppen gebaut. Ab Mai 1893 hieß der Bahnhof Tonbridge Junction, nachdem der Ort umbenannt worden war, um Verwechselungen mit Tunbridge Wells zu vermeiden. Damals gab es zwei durchgehende Bahnsteiggleise, zwei Durchgangsgleise und am westlichen Ende des Bahnhofs zwei Stumpfgleise. Diese Stumpfgleise dienten dem Verkehr nach Redhill und Sevenoaks. Die indirekte Verbindung nach Tunbridge Wells blieb bis ungefähr 1913 in Betrieb, danach wurde sie geschlossen und die Gleise demontiert. Seit November 1919 trug die Bahnhofsüberdachung den Namen TONBRIDGE in weißen Buchstaben. Dies diente als Navigationshilfe für Flugzeuge.
Die Southern Railway benannte den Bahnhof im Juli 1929 zu Tonbridge um. Er wurde 1935 umgebaut, dabei wurde aus dem südlichen Stumpfgleis ein Durchgangsgleis. Dies zog auch einen Umbau der Straßenbrücke vor dem Bahnhof nach sich.
Bis zum Mai 1958 wurde das Ziegel-Bahnhofsgebäude an der Hauptstraße umgebaut, dabei bekam es eine gekachelte Fassade. Die Strecke von Sevenoaks nach Dover wurde 1961 mit 750-Volt-Stromschiene, wie in Südengland üblich, elektrifiziert. Die Strecke nach Tunbridge Wells und Hastings wurde 1986 elektrifiziert, und die Strecke nach Redhill wurde schließlich 1993 im Zuge der Verbesserungsarbeiten zur Eröffnung des Kanaltunnels elektrifiziert.
Eurostar-Verbindungen verkehrten durch Tonbridge bis zur Eröffnung des ersten Teiles der High Speed 1 am 28. September 2003.
Der Bahnhof wurde in den Jahren 2011 bis 2012 renoviert.

## Bahnsteige
Es existieren vier Gleise an zwei teilweise überdachten Mittelbahnsteigen, dazwischen liegen zwei Durchfahrtgleise.
- Bahnsteig 1/2:
  - Bahnsteiggleis 1 für Züge nach/aus Redhill und London Bridge (aus Richtung Westen) und nach/aus Maidstone West und Strood (aus Richtung Osten), gelegentlich auch für Züge nach Sevenoaks und London
  - Bahnsteiggleis 2 für Züge nach Sevenoaks und London
- Bahnsteig 3/4:
  - Bahnsteiggleis 3 für alle Züge über Ashford und Tunbridge Wells
  - Bahnsteiggleis 4 (Stumpfgleis) für einige Züge nach/aus London, die in Tonbridge enden

## Verbindungen (Stand Dezember 2016)
Der wichtigste Nachbarbahnhof ist der Bahnhof Paddock Wood.
Zugverbindungen außerhalb der Hauptverkehrszeiten:
- sechs Züge pro Stunde nach London Charing Cross[10][11]
- zwei Züge pro Stunde nach Hastings über Tunbridge Wells (ein langsamer, ein schnellerer Zug)[10]
- zwei Züge pro Stunde nach Tunbridge Wells[10]
- ein Zug pro Stunde nach Dover Priory[11]
- ein Zug pro Stunde nach Ramsgate über Canterbury[11]
- ein Zug pro Stunde nach Strood über Paddock Wood und Maidstone West[12]

## Abstellung und Güterbahnhof
Es gibt auf beiden Seiten des Bahnhof Güter- wie Abstellgleise.

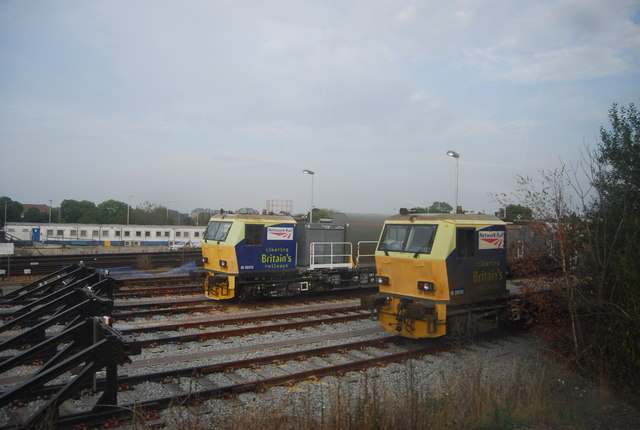
Die vier Abstellgleise

Östlich sind vier Abstellgleise und ein Zwei-Gleis-Schuppen, genutzt von Network Rail für Lagerung von Instandhaltungsgeräten und Materiallieferung. Dies nimmt einen Teil des Platzes des früheren Lokschuppens ein.
Ein Stück Richtung Paddock Wood ist der ungenutzte Postbahnhof. Dieser wurde 1995 eröffnet, um Post- und Paketverkehr für die nahe Sortierstelle der Royal Mail zu, bald darauf wurde er schon nicht mehr benutzt, da der Postverkehr vorwiegend per Straße durchgeführt wurde.
Westlich, zwischen der Strecke nach Redhill und dem Güterbahnhof „West Yard“, sind vier elektrifizierte „Jubilee“-Abstellgleise für nicht in Betrieb befindliche Züge. Der angrenzende Güterbahnhof im Besitz von GB Railfreight hat sechzehn nicht elektrifizierte Gleise; er wird hauptsächlich zum Abstellen von Bauzügen verwendet. Gebaut wurde der Güterbahnhof 1941 als Teil von Verbesserungen für Güterzüge zu Zeiten des Zweiten Weltkriegs. Der Güterbahnhof ist von einer Fußgängerbrücke überspannt.
Das Stellwerk Tonbridge liegt am östlichen Eingang der „Jubilee“-Abstellgleise und des Güterbahnhofs. Erbaut 1962, wird es noch eingeschränkt verwendet.
An der Hauptstrecke Richtung London sind zwei kurze elektrifizierte Gleise zum Abstellen von Zügen.

## Unfälle
- 1846 stürzte eine Brücke über den River Medway bei einer Überschwemmung. Der Lokomotivführer starb beim Versuch, aus dem Zug zu springen.[14]
- Am 5. März 1909 überfuhr ein Zug Richtung Redhill ein haltzeigendes Signal und kollidierte mit einem Zug aus London Charing Cross zum Hafen in Dover. Zwei Bahnmitarbeiter wurden getötet und elf Passagiere verletzt. Ein dritter Zug wurde wegen prompten Handelns zweier Schaffner vor der Unfallstelle angehalten. Als Folge dieses Unfalls wurde der Royal Train mit König Eduard VII. und Königin Alexandra bei Chislehurst umgeleitet und fuhr auf anderem Wege nach Dover.[15]